# تیم ملی فوتبال هندوراس

تیم ملی فوتبال هندوراس که به کاتراچوها معروفند، زیر مدیریت فدراسیون مستقل فوتبال هندوراس که در ۱۹۵۱ تأسیس شده‌است، اداره می‌شود.
این تیم در ۱۹۸۱ زمانیکه میزبانی مسابقات جام ملت‌های آمریکای شمالی، مرکزی و حوزه کاراییب (کونکاکاف) را بر عهده داشت، به عنوان قهرمانی رسید و سال پس از آن در نخستین حضورش در جام جهانی به نتایج قابل قبولی دست یافت و از جمله با اسپانیای میزبان ۱–۱ مساوی شد. تیم ملی هندوراس برای دومین بار در تاریخ خود به جام جهانی ۲۰۱۰ در آفریقای جنوبی راه یافت و با یک تساوی بدون گل و دو شکست به کار خود خاتمه داد. هندوراس برای سومین بار و در جام جهانی ۲۰۱۴ برزیل برای دومین بار متوالی حضور پیدا کرد که بدترین نتایج ادوار خود را با سه شکست و دریافت ۸ گل در مقابل یک گل زده به دست آورد